# Hosianna Mantra
(Florian Fricke)
| Recensione     | Giudizio       |
| -------------- | -------------- |
| Piero Scaruffi |                |
| OndaRock       | Pietra miliare |

Hosianna Mantra è un album del gruppo rock tedesco Popol Vuh. È stato pubblicato nel 1972 dalla tedesca Pilz (codice 20 29143-1), etichetta del gruppo BASF, specializzata nelle edizioni di rock progressivo. Viene considerato il capolavoro del gruppo.

## L'album
Questo album segna il passaggio del suono dei Popol Vuh da sonorità elettroniche a sole sonorità acustiche. Il leader della band, Florian Fricke, dichiarò che la musica elettronica fu messa da parte perché non avrebbe potuto esprimere il potenziale spirituale e la purezza racchiusa in questa opera. Sono anche assenti le percussioni e la batteria. Il titolo del disco simboleggia una ricerca di armonia tra la musica sacra cristiana ed il misticismo della tradizione induista.
Oltre al pianoforte ed al clavicembalo di Fricke, ci sono altri strumenti "colti" della musica occidentale, il violino e l'oboe, affiancati da strumenti tipici del rock, la chitarra acustica ed elettrica, suonate con tatto dall'allora chitarrista degli Amon Düül II, Conny Veit. La parte orientale del sound è affidata alla tambura di Klaus Viese e alla celestiale voce del soprano, la coreana Djong Yun..
Il disco originale si compone in due parti: la prima, che comprende i brani del lato 1, prende il nome di Hosianna Mantra (fusione dell'inno cristiano con la ritualità induista), la seconda, con i brani del lato 2, è intitolata Das V. Buch Mose e si ispira alle narrazioni bibliche del V libro di Mosè. Nella rimasterizzazione uscita nel 2004 è presente una bonus track.
La suite che fornisce il titolo all'album è la massima rappresentazione della musica dei Popol Vuh e rappresenta il simbolo della spiritualità del disco. Fonde insieme l'Osanna dedicato a Cristo nel momento dell'Ascensione in cielo e la meditazione racchiusa nell'incessante pratica devozionale del mantra induista. Gli ipnotici vocalizzi della cantante vengono in questo brano accompagnati principalmente dalle ispirate note del piano, da una chitarra contaminata da effetti psichedelici e dalla sacralità espressa dall'oboe.
Con questo album, il gruppo anticipa ampiamente la musica ambient e new Age. L'evidente sforzo di riconciliazione tra oriente ed occidente che viene qui operato dal gruppo, rappresenta inoltre uno dei primi esperimenti di world fusion music.

## Tracce
Tutti i brani sono stati scritti da Florian Fricke

### Lato 1 (Hosianna Mantra)
1. Ah! – 4:40
2. Kyrie – 5:23
3. Hosianna Mantra – 10:09

Durata totale: 20:12

### Lato 2 (Das V. Buch Mose)
1. Abschied – 3:14
2. Segnung – 6:07
3. Andacht – 0:47
4. Nicht hoch im Himmel – 6:18
5. Andacht – 0:46

Durata totale: 17:12

### Tracce bonus incluse nell'edizione rimasterizzata del 2004
1. Maria (Ave Maria) – 4:30

## Formazione
- Florian Fricke (pianoforte, clavicembalo)
- Conny Veit (chitarra acustica 12 corde, chitarra elettrica)
- Robert Eliscu (oboe)
- Djong Yun (voce soprano)
- Klaus Wiese (tambura)

Ospite:
- Fritz Sonnleitner (violino)